# Zagrebačka nogometna zona 1968./69.
Zagrebačka nogometna zona  je bila jedna od zona Prvenstva Hrvatske, te liga trećeg stupnja nogometnog prvenstva Jugoslavije u sezoni 1968./69. 
 
Sudjelovalo je 14 klubova, a prvak je bilo "Jedinstvo" iz Zagreba. 

## Ljestvica
| mj. | klub                 | ut. | pob. | ner. | por. | gol+ | gol- | bod |
| --- | -------------------- | --- | ---- | ---- | ---- | ---- | ---- | --- |
| 1.  | Jedinstvo Zagreb     | 26  | 17   | 3    | 6    | 53   | 32   | 37  |
| 2.  | Karlovac             | 26  | 13   | 8    | 5    | 73   | 26   | 34  |
| 3.  | Tehničar Karlovac    | 26  | 12   | 6    | 8    | 51   | 37   | 30  |
| 4.  | Segesta Sisak        | 26  | 13   | 3    | 10   | 54   | 39   | 29  |
| 5.  | Elektrostroj Zagreb  | 26  | 12   | 5    | 9    | 42   | 45   | 29  |
| 6.  | Radnik Velika Gorica | 26  | 10   | 6    | 10   | 43   | 46   | 26  |
| 7.  | MTČ Čakovec          | 26  | 9    | 7    | 10   | 49   | 46   | 25  |
| 8.  | Oroteks Oroslavje    | 26  | 8    | 9    | 9    | 40   | 46   | 25  |
| 9.  | Slaven Koprivnica    | 26  | 8    | 8    | 10   | 28   | 38   | 24  |
| 10. | Sloga Čakovec        | 26  | 6    | 10   | 10   | 50   | 66   | 22  |
| 11. | Samobor              | 26  | 8    | 6    | 12   | 38   | 56   | 22  |
| 12. | Rudeš Zagreb         | 26  | 6    | 10   | 10   | 27   | 48   | 22  |
| 13. | Gavrilović Petrinja  | 26  | 7    | 7    | 12   | 38   | 43   | 21  |
| 14. | Sljeme Sesvete       | 26  | 6    | 6    | 14   | 39   | 57   | 18  |

## Rezultatska križaljka
| kratica | klub                 | ELS | GAV | JED | KAR | MTČ | ORO | RAD | RUD | SAM | SEG | SLA | SLO | SLJE | TEH |
| --- | -------------------- | --- | --- | --- | --- | --- | --- | --- | --- | --- | --- | --- | --- | ---- | --- |
| ELS | Elektrostroj Zagreb  |     |     |     |     |     |     |     |     |     | 2:1 |     |     |      |     |
| GAV | Gavrilović Petrinja  |     |     |     |     |     |     |     |     |     | 0:3 |     |     |      |     |
| JED | Jedinstvo Zagreb     |     |     |     |     |     |     |     |     |     | 4:1 |     |     |      |     |
| KAR | Karlovac             |     |     |     |     |     |     |     |     |     | 4:1 |     |     |      |     |
| MTČ | MTČ Čakovec          |     |     |     |     |     |     |     |     |     | 3:1 |     |     |      |     |
| ORO | Oroteks Oroslavje    |     |     |     |     |     |     |     |     |     | 3:1 |     |     |      |     |
| RAD | Radnik Velika Gorica |     |     |     |     |     |     |     |     |     | 2:1 |     |     |      |     |
| RUD | Rudeš Zagreb         |     |     |     |     |     |     |     |     |     | 0:1 |     |     |      |     |
| SAM | Samobor              |     |     |     |     |     |     |     |     |     | 3:2 |     |     |      |     |
| SEG | Segesta Sisak        | 2:0 | 0:1 | 2:1 | 2:0 | 2:2 | 5:0 | 3:1 | 2:0 | 2:2 |     | 0:1 | 8:1 | 4:3  | 2:0 |
| SLA | Slaven Koprivnica    |     |     |     |     |     |     |     |     |     | 0:2 |     |     |      |     |
| SLO | Sloga Čakovec        |     |     |     |     |     |     |     |     |     | 3:3 |     |     |      |     |
| SLJE | Sljeme Sesvete       |     |     |     |     |     |     |     |     |     | 2:1 |     |     |      |     |
| TEH | Tehničar Karlovac    |     |     |     |     |     |     |     |     |     | 2:1 |     |     |      |     |
| |                      |     |     |     |     |     |     |     |     |     |     |     |     |      |     |
| podebljan rezultat - utakmice od 1. do 13. kola (1. utakmica između klubova) rezultat normalne debljine - utakmice od 14. do 26. kola (2. utakmica između klubova) rezultat nakošen - nije vidljiv redoslijed odigravanja međusobnih utakmica iz dostupnih izvora rezultat smanjen * - iz dostupnih izvora nije uočljiv domaćin susreta prekrižen rezultat - poništena ili brisana utakmica p - utakmica prekinuta 3:0 p.f. / 0:3 p.f. - rezultat 3:0 bez borbe |                      |     |     |     |     |     |     |     |     |     |     |     |     |      |     |

 Izvori:

## Unutarnje poveznice
- Druga savezna liga 1968./69.
- Dalmatinska zona 1968./69.
- Riječko-pulska zona 1968./69.
- Slavonska zona 1968./69.
- Zagrebačka liga 1968./69.
- Međupodsavezna liga Bjelovar 1968./69.
- Područna liga Koprivnica 1968./69.
- Nogometna liga Centar Varaždin 1968./69.
- Područna liga NSP Karlovac – 1. razred 1968./69.
- Podsavezna liga Gospić 1968./69.